# Dichaetocoris juniperi
Dichaetocoris juniperi är en insektsart som beskrevs av Knight 1968. Dichaetocoris juniperi ingår i släktet Dichaetocoris och familjen ängsskinnbaggar. Inga underarter finns listade i Catalogue of Life.